# Barão de Melgaço (kommun)
Barão de Melgaço är en kommun i Brasilien.   Den ligger i delstaten Mato Grosso, i den centrala delen av landet, 900 km väster om huvudstaden Brasília. Antalet invånare är cirka 8 000
Följande samhällen finns i Barão de Melgaço:
- Lucas
- Barão de Melgaço

Omgivningarna runt Barão de Melgaço är huvudsakligen savann. Trakten runt Barão de Melgaço är nära nog obefolkad, med mindre än två invånare per kvadratkilometer.